# Cobeta (kommunhuvudort)
Cobeta är en kommunhuvudort i Spanien.   Den ligger i provinsen Provincia de Guadalajara och regionen Kastilien-La Mancha, i den centrala delen av landet, 140 km öster om huvudstaden Madrid. Cobeta ligger 1 123 meter över havet och antalet invånare är 111.
Terrängen runt Cobeta är kuperad söderut, men norrut är den platt.  Trakten runt Cobeta är nära nog obefolkad, med mindre än två invånare per kvadratkilometer. Närmaste större samhälle är Corduente, 14,0 km öster om Cobeta. 